# آيت يحيى (مجاط)
آيت يحيى هي إحدى مشيخات المملكة المغربية، تتبع جغرافيا لعمالة مكناس وإداريًا لمجاط. يقدر عدد سكانها بـ 16132 نسمة حسب الإحصاء الرسمي للسكان والسكنى لسنة 2004.